# Тиньково (Жуковський район)
Тиньково (рос. Тиньково) — село в Жуковському районі Калузької області Російської Федерації.
Населення становить 56 осіб. Входить до складу муніципального утворення Село Високиничі.

## Історія
Від 2004 року входить до складу муніципального утворення Село Високиничі

## Населення
| 2002 | 2010 |
| ---- | ---- |
| 59   | ↘56  |